# Атомная орбиталь
А́томная орбита́ль (электронная орбиталь) — одноэлектронная волновая функция {\displaystyle \psi }, полученная решением уравнения Шрёдингера для данного атома; задаётся главным {\displaystyle n}, орбитальным {\displaystyle l} и магнитным {\displaystyle m} — квантовыми числами.
Совокупность атомных орбиталей с одинаковым значением главного квантового числа {\displaystyle n} составляет одну электронную оболочку. Атом каждого химического элемента имеет полный набор всех орбиталей. Орбитали существуют независимо от того, находится на них электрон или нет, их заполнение электронами происходит по мере увеличения порядкового номера, то есть заряда ядра и, соответственно, количества электронов.

Вероятностная картина местоположения единственного электрона в атоме на s-орбитали.

Атомная орбиталь — та же, что на рисунке выше, в виде волновой функции (точнее, построена не, а). В этом простом случае зависимости от углов и нет.

Функция {\displaystyle \psi } рассчитывается путём решения уравнения Шрёдингера в рамках одноэлектронного приближения (метод Хартри — Фока) как волновая функция электрона, находящегося в самосогласованном поле, создаваемом ядром атома со всеми остальными электронами атома. Для упрощения расчёт нередко сводится к поиску собственных функций уравнения Шрёдингера для электрона в кулоновском потенциале.
Сам Э. Шрёдингер рассматривал электрон в атоме как отрицательно заряженное облако, плотность которого пропорциональна квадрату значения волновой функции в соответствующей точке атома. В таком виде понятие электронного облака было воспринято и в теоретической химии. Вероятностную трактовку квадрата волновой функции обосновал М. Борн; Шрёдингер в статье «Что такое элементарная частица?» (1950) согласился с доводами Борна, которому в 1954 году была присуждена Нобелевская премия по физике с формулировкой «За фундаментальное исследование в области квантовой механики, особенно за статистическую интерпретацию волновой функции».
Термин «электронное облако» используется и в настоящее время, его смысл — область, ограниченная поверхностью {\displaystyle |\psi |^{2}={\rm {const}}}, внутри которой электрон находится с заданной высокой (допустим, 90 %) вероятностью. Иногда «облако»  синонимизируется с атомной орбиталью, что не является искажением сути, но всё же не вполне точно.
Понятие «атомная орбиталь» противопоставляется «орбитам» из боровской модели атома, предполагавшей круговое движение электронов как материальных точек вокруг ядра атома. Название «орбиталь» (а не орбита) отражает новое геометрическое представление о стационарных состояниях электрона в атоме; такое особое название отражает тот факт, что состояние электрона в атоме описывается законами квантовой механики и в корне отличается от классического или квазиклассического движения по траектории.
Помимо атомных, существуют молекулярные орбитали; при объединении атомов в молекулы происходит смешение атомных орбиталей — так называемая гибридизация.

## Квантовые числа и номенклатура орбиталей
Все атомные орбитали вычислены и могут быть выписаны в явном виде, то есть в виде выражений волновой функции через сферические координаты {\displaystyle r}, {\displaystyle \varphi }, {\displaystyle \theta }. Каждая из таких функций представима, в приближении водородоподобного атома, как произведение двух функций — радиальной (зависящей только от удаления {\displaystyle r} от центра) и угловой:  
{\displaystyle \psi =R_{nl}(r)\cdot Y_{lm}(\theta ,\varphi )},
где {\displaystyle n,\,l,\,m} — квантовые числа. Всего квантовых чисел четыре, но одно из них (спиновое) в выражениях орбиталей не задействуется.
- Главное квантовое число {\displaystyle n} может принимать любые целые положительные значения, начиная с единицы ({\displaystyle n=1,2,3,\ldots \infty }) и определяет общую энергию электрона на данной орбитали (энергетический уровень) :

{\displaystyle E=-(1/2){\frac {m_{e}e^{4}}{n^{2}{\hbar ^{2}}}}}.
Энергия для {\displaystyle n} соответствует энергии одноэлектронной ионизации для данного энергетического уровня. В формуле {\displaystyle m_{e}} — масса электрона, {\displaystyle \hbar } — редуцированная постоянная Планка, {\displaystyle e} — заряд электрона.
- Орбитальное квантовое число (называемое также азимутальным или дополнительным квантовым числом) определяет момент импульса электрона и может принимать целые значения от 0 до {\displaystyle n-1} ({\displaystyle l=0,1,\ldots ,n-1}). Момент импульса при этом задаётся соотношением

{\displaystyle L=\hbar {\sqrt {l(l+1)}}}.
Атомные орбитали принято называть по буквенному обозначению их орбитального числа:
| Значение орбитального квантового числа | 0 | 1 | 2 | 3 | 4 | 5 |
| -------------------------------------- | - | - | - | - | - | - |
| Буквенное обозначение                  | s | p | d | f | g | h |
Буквенные обозначения атомных орбиталей произошли от описания спектральных линий в атомных спектрах: s (sharp) — резкая серия в атомных спектрах, p (principal) — главная, d (diffuse) — диффузная, f (fundamental) — фундаментальная.
- Магнитное квантовое число {\displaystyle m} (иногда пишется {\displaystyle m_{l}}, чтобы подчеркнуть, что выбор {\displaystyle m} ограничен выбором {\displaystyle l}) определяет проекцию орбитального момента импульса на направление магнитного поля и может принимать целые значения от {\displaystyle -l} до {\displaystyle l}, включая 0 ({\displaystyle m_{l}=-l,\ldots 0,\ldots l}):

{\displaystyle M_{z}=\hbar m_{l}}.
В литературе орбитали обозначают комбинацией квантовых чисел, выставляемой у символа волновой функции: {\displaystyle \psi _{nlm}}, например {\displaystyle \psi _{21-1}}. Другой способ — запись вида {\displaystyle nl_{m}}, где главное и магнитное квантовые числа указываются цифрами, а орбитальное число — буквой (см. таблицу выше), скажем 2p{\displaystyle _{-1}}.
Помимо набора {\displaystyle \psi _{nlm}}, решениями уравнения Шрёдингера являются и линейные комбинации функций из набора. Практикуется переход к комбинациям {\displaystyle \psi _{nlm}} с разными {\displaystyle m} при одинаковых {\displaystyle n} и {\displaystyle l} c целью уйти от комплексности {\displaystyle Y_{lm}} (см. ниже), хотя особой проблемы из-за комплексности нет, если интересен только квадрат модуля {\displaystyle |\psi _{nlm}|^{2}}. «Комбинированные» орбитали обозначают с указанием их проекций на оси {\displaystyle x}, {\displaystyle y}, {\displaystyle z}, например 2px, 3dxy, 4fz(x2-y2). Такой вид обозначений не следует путать с представленным в предыдущем абзаце. Применительно к линейной комбинации, рассуждения о конкретных {\displaystyle m} утрачивают смысл.
Для орбиталей внешней электронной оболочки (при описании валентных электронов) главное квантовое число, как правило, опускают.

## Геометрическое представление

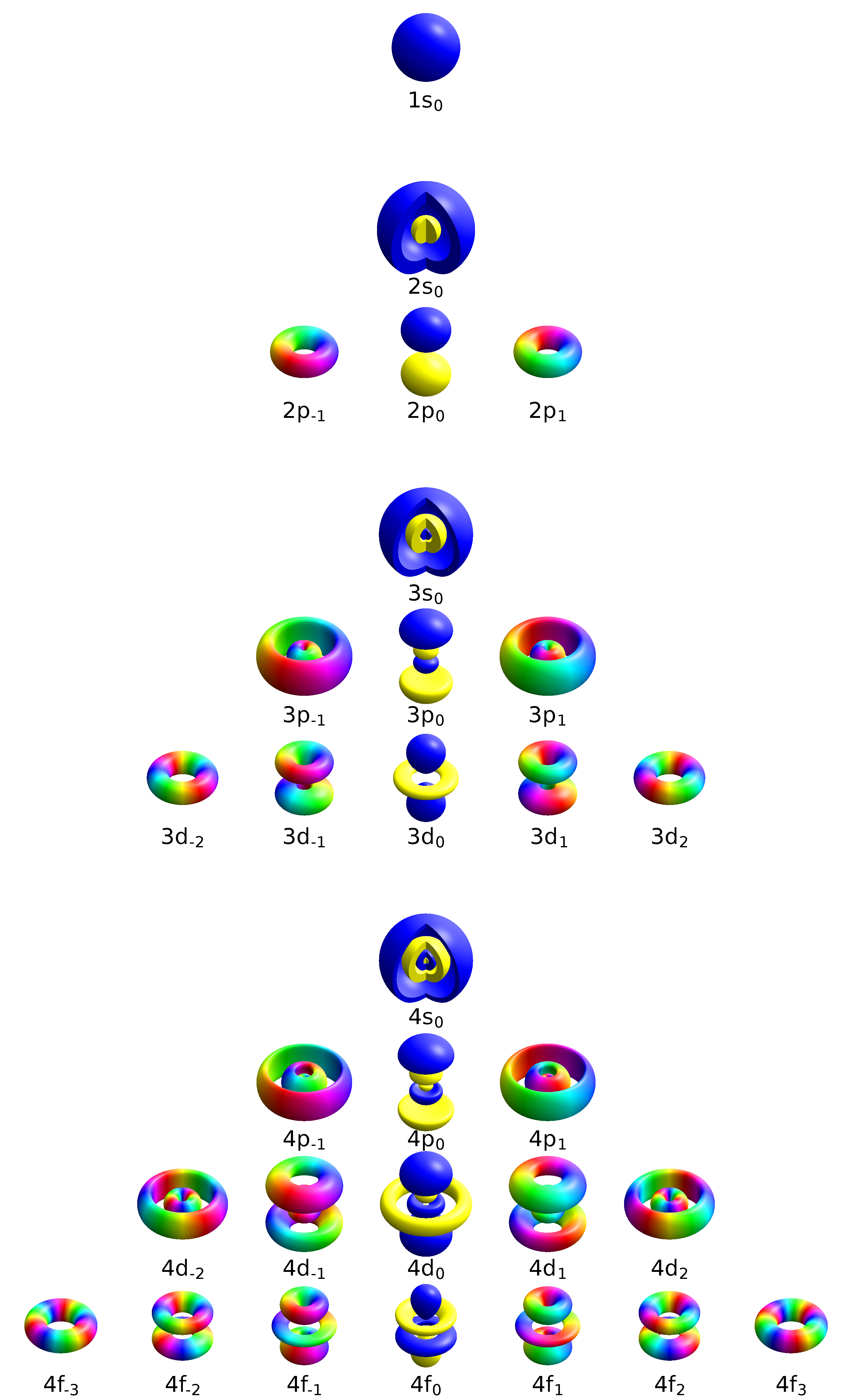
Все собственные функции до n = 4. Сплошные орбитали заключают объём выше определённого порога плотности вероятности. Цвета изображают комплексную фазу

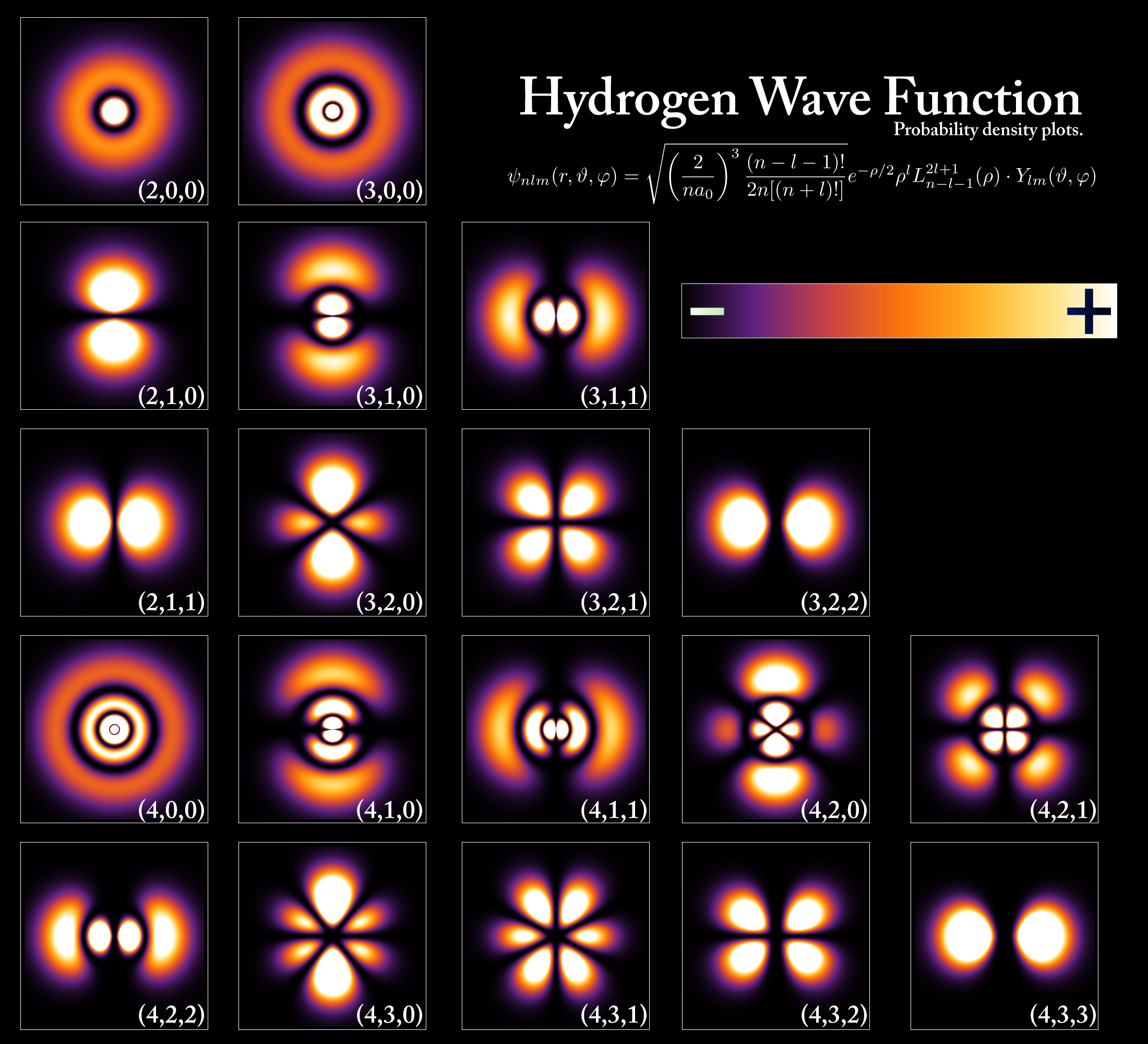
2D-изображения распределения электронной плотности для атомных орбиталей; интенсивность цвета тем выше, чем больше в данной точке.

Радиальная часть волновой функции для и разных (схематично).

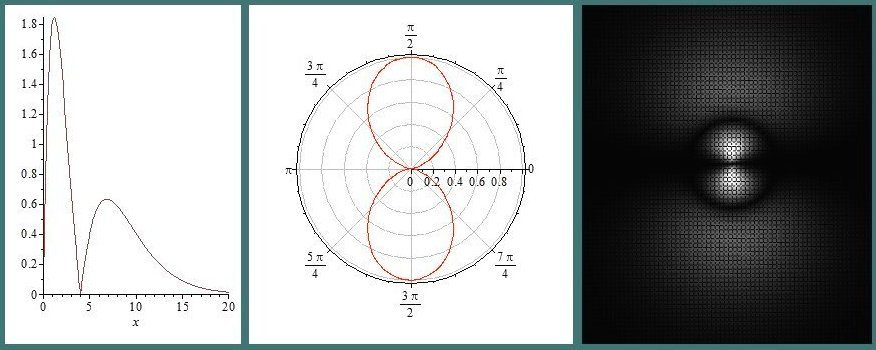
Представления волновой функции для, и. На среднем рисунке показана, на правом — 2D-изображение орбитали.

Для геометрического представления атомных орбиталей используются два пути — создание изображения электронного облака, отвечающего рассматриваемой орбитали, или построение вспомогательных графиков ради акцентуации разных особенностей функции {\displaystyle \psi _{nlm}}.
Важнейшая деталь, которую должен так или иначе отразить любой графический подход, — распределение квадрата модуля волновой функции. Дополнительным фактором, иногда учитываемым при геометрическом представлении, является фаза волновой функции.
Основным параметром, задающим характерный размер орбитали, служит квантовое число {\displaystyle n}, поскольку энергия электрона определяется кулоновским взаимодействием и, следовательно, расстоянием от ядра атома. Форма и симметрия орбитали, помимо {\displaystyle n}, диктуются квантовыми числами {\displaystyle l} и {\displaystyle m}.

### 3D- и 2D- изображения электронного облака
Электронное облако — область пространства, ограниченная поверхностью равной плотности вероятности (то есть, с точностью до множителя {\displaystyle e}, плотности заряда). Плотность вероятности на граничной поверхности выбирают исходя из целей построения картинки, но обычно таким образом, чтобы вероятность нахождения электрона в ограниченной области лежала в диапазоне значений 0,9—0,99.
S-орбитали являются сферически симметричными, а  p-, d- и f- орбитали имеют сложную конфигурацию, определяемую угловыми частями волновой функции — сферическими функциями {\displaystyle Y_{lm}(\theta ,\varphi )}. Последние описывают в сферических координатах ({\displaystyle \varphi }, {\displaystyle \theta }) угловую зависимость вероятности нахождения электрона в центральном поле атома. Роль радиальной части {\displaystyle R_{nl}(r)} волновой функции также значима для формы орбитали, ибо зависимость {\displaystyle R_{nl}(r)} может иметь немонотонный вид со сменами знака.
На верхнем рисунке показаны трёхмерные (3D) картинки облаков, соответствующих разным атомным орбиталям. Расцвечивание служит средством показа фазы. Как видно, в большинстве случаев облако состоит из нескольких областей, отделённых друг от друга либо по углам (из-за соответствующего поведения {\displaystyle Y_{lm}(\theta ,\varphi )}), либо по радиусу (из-за особенностей {\displaystyle R_{nl}(r)}). Картинки, если не учитывать цвет, обладают симметрией вращения вокруг вертикальной оси, проходящей через ядро, так как угол {\displaystyle \varphi } входит в {\displaystyle \psi } только в виде фазового множителя {\displaystyle \exp(im\varphi )} (где {\displaystyle i} — мнимая единица).
На следующем рисунке, помеченном как hydrogen wave function, представлены двумерные (2D) изображения облаков. Если вращать каждую картинку вокруг вертикальной оси, будут получены такие же формы орбиталей, как на 3D-рисунке. Здесь интенсивность цвета (или градации серого, если бы такой рисунок был исполнен в монохромном варианте) показывает не фазу, а распределение плотности вероятности {\displaystyle |\psi |^{2}}; светлая область охватывает около 90 % полной вероятности. Если фаза неинтересна, 2D-изображения вполне самодостаточны.

### Построение радиальной и угловой частей

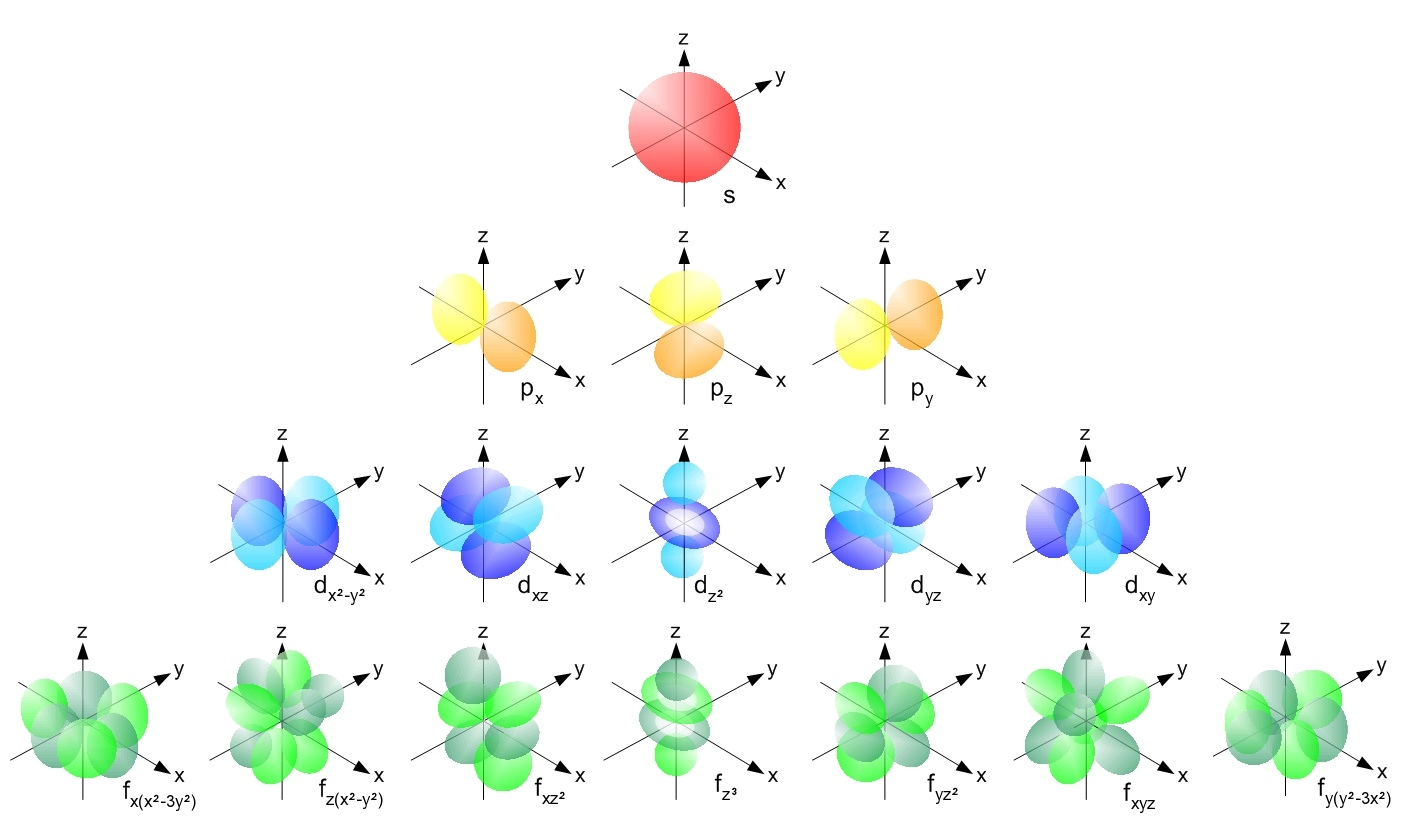
Вещественные комбинации угловых функций.

В иллюстративных целях могут также раздельно демонстрироваться зависимости радиальной и угловой частей волновой функции {\displaystyle \psi (r,\theta ,\varphi )}, позволяющие получить представление о последней.
Радиальная часть {\displaystyle R_{nl}(r)} характеризуется немонотонностью, но при {\displaystyle r\to \infty } она всегда стремится к нулю. Вместо функции {\displaystyle R_{nl}(r)}, может строиться произведение {\displaystyle |R_{nl}(r)|^{2}r^{2}}, имеющее смысл плотности {\displaystyle dP/dr} вероятности нахождения электрона на сфере радиуса {\displaystyle r} (домножением на {\displaystyle r^{2}} учитывается расширение площади сферы с ростом радиуса). Существенной особенностью, выявляющейся при любом построении радиальной части, выступает наличие точек обращения {\displaystyle R_{nl}(r)} в нуль при {\displaystyle n-l>1}. 
Не менее значительную долю информации об атомной орбитали {\displaystyle \psi (r,\theta ,\varphi )} дают отдельно представленные угловые функции {\displaystyle Y_{lm}(\theta ,\varphi )}. Функции {\displaystyle Y_{lm}(\theta ,\varphi )} суть собственные функции оператора квадрата углового момента {\displaystyle {\hat {L}}^{2}}, зависящие от {\displaystyle l} и {\displaystyle m}.
Функции {\displaystyle Y_{lm}} могут быть изображены таким образом, что {\displaystyle r(\theta ,\varphi )={\rm {const}}\cdot |Y_{lm}|^{2}}; при этом {\displaystyle r} не является одним из «аргументов». Подобные рисунки {\displaystyle Y_{lm}} аналогичны диаграммам направленности излучателей. Они имеют некоторое художественное сходство с картинками орбиталей, несмотря на сущностную разницу.
Внешне, на рисунках {\displaystyle |Y_{lm}|^{2}}, в отличие от орбиталей, не бывает разрыва по {\displaystyle r} (возникающего у орбиталей из-за наличия нулей функции {\displaystyle R_{nl}(r)}). Последнее видно, например, на рисунке, где в середине начерчена двухлепестковая {\displaystyle |Y_{lm}|^{2}}, а справа дано 2D-изображение орбитали. Смена знака функции {\displaystyle Y_{lm}(\theta ,\varphi )} имеет место для случаев с отличным от нуля орбитальным квантовым числом {\displaystyle l}, когда отсутствует изотропия по углу {\displaystyle \theta }: знаки {\displaystyle Y_{lm}} у «лепестков», лежащих по разные стороны узловой плоскости, противоположны. Если не рассматривается фаза (то есть если существенен лишь {\displaystyle |Y_{lm}|^{2}}), угловые функции нечувствительны к {\displaystyle \varphi }.
Бывает, что рисунки угловых функций выдаются за атомные орбитали, если обсуждаются лишь грубые черты распределения электронной плотности.
Функции {\displaystyle Y_{lm}} являются комплексными, и иногда возникает потребность объединения их в вещественные линейные комбинации (одно и то же {\displaystyle l}, но разные {\displaystyle m}); это позволяет определить положение орбиталей относительно декартовых осей координат. В таком преобразовании есть как плюсы, так и минусы: с одной стороны, оно даёт удобство из-за отсутствия необходимости оперировать комплексными функциями, а с другой стороны, теряется независимость модуля от {\displaystyle \varphi }. В таблице ниже выписаны вещественные комбинации {\displaystyle Y_{lm}} и их обозначения, а на самом нижнем рисунке — вид комбинированных сферических функций. В этих обозначениях число {\displaystyle m} уже не фигурирует. В учебной литературе встречается путаница, когда обсуждаются функции {\displaystyle \psi _{nlm}} для набора квантовых чисел, включающего магнитное, но на иллюстрациях без пояснений приводятся вещественные функции.
| число l     | 0                 | 1                     | 1                                                          | 1                                                       | 2                         | 2                                                       | 2                                                          | 2                                                       | 2                                                          |
| число m     | 0                 | 0                     | {\displaystyle \pm 1}                                      | {\displaystyle \pm 1}                                   | 0                         | {\displaystyle \pm 1}                                   | {\displaystyle \pm 1}                                      | {\displaystyle \pm 2}                                   | {\displaystyle \pm 2}                                      |
| комбинация  | {\displaystyle -} | {\displaystyle -}     | {\displaystyle {{1 \over {i{\sqrt {2}}}}(Y_{11}-Y_{1-1})}} | {\displaystyle {{1 \over {\sqrt {2}}}(Y_{11}+Y_{1-1})}} | {\displaystyle -}         | {\displaystyle {{1 \over {\sqrt {2}}}(Y_{21}+Y_{2-1})}} | {\displaystyle {{1 \over {i{\sqrt {2}}}}(Y_{21}-Y_{2-1})}} | {\displaystyle {{1 \over {\sqrt {2}}}(Y_{22}+Y_{2-2})}} | {\displaystyle {{1 \over {i{\sqrt {2}}}}(Y_{22}-Y_{2-2})}} |
| обозначение | {\displaystyle s} | {\displaystyle p_{z}} | {\displaystyle p_{y}}                                      | {\displaystyle p_{x}}                                   | {\displaystyle d_{z^{2}}} | {\displaystyle d_{xz}}                                  | {\displaystyle d_{yz}}                                     | {\displaystyle d_{x^{2}-y^{2}}}                         | {\displaystyle d_{xy}}                                     |

## Заполнение орбиталей, конфигурация атома
На каждой орбитали может быть не более двух электронов, различающихся значением спинового квантового числа {\displaystyle s} (спина). Этот запрет определён принципом Паули. Порядок заполнения электронами орбиталей одного уровня (орбиталей с одинаковым значением главного квантового числа {\displaystyle n}) определяется правилом Клечковского, порядок заполнения электронами орбиталей в пределах одного подуровня (орбиталей с одинаковыми значениями главного квантового числа {\displaystyle n} и орбитального квантового числа {\displaystyle l}) определяется правилом Хунда.
Краткую запись распределения электронов в атоме по различным электронным оболочкам атома с учётом их главного и орбитального квантовых чисел {\displaystyle n} и {\displaystyle l} называют электронной конфигурацией атома.